# Christiane Ludwig-Körner
Christiane Ludwig-Körner (* 10. März 1944 in Dresden) ist eine deutsche Psychologin, Psychoanalytikerin, Pädagogin, Lehranalytikerin, Supervisorin und Professorin i. R. an der International Psychoanalytic University Berlin.

## Leben und Wirken

### Akademischer Werdegang
Sie studierte von 1965 bis 1968 Psychologie, Philosophie und Pädagogik in Frankfurt am Main, von 1968 bis 1972 in Hamburg, und erlangte einen Diplomabschluss in Psychologie sowie das erste Staatsexamen für das Lehramt an Volks- und Realschulen. 1980 promovierte sie an der Universität Hamburg in Psychologie über „Effekte von Selbsterfahrungsgruppen und Selbsthilfeprojekten im Rahmen der therapeutischen Förderung und Betreuung von Mediatoren“, 1992 folgte die Habilitation in Sozialisationstheorie, Beratung, Therapie an der Leuphana Universität Lüneburg mit einer Schrift „Zum Begriff des Selbst in Psychologie und Psychotherapie“.
Von 1973 bis 1985 war sie wissenschaftliche Mitarbeiterin an der Hochschule Lüneburg. Von 1989 bis 1992 war sie Professorin für Sozialpädagogik an der Evangelischen Fachhochschule Hannover, anschließend wurde sie von 1992 bis zu ihrer Emeritierung 2009 Professorin für Methoden der Sozialarbeit der Fachhochschule Potsdam. Ab April 2010 war sie zudem Professorin für Psychosoziale Intervention an der International Psychoanalytic University Berlin. Ludwig-Körners Forschungsschwerpunkte liegen in der Biographieforschung von Psychoanalytikerinnen sowie Prävention und Intervention im Frühbereich.

### Beruf
1972 arbeitete sie als Psychologin am Crippled Children’s Hospital in New Orleans; danach war sie von 1980 bis 1985 freie wissenschaftliche Mitarbeiterin in der Reproduktionsmedizin am Endokrinologischen Institut Hamburg. Anschließend hatte sie von 1985 bis 1987 das Amt der leitenden Psychologin in einer neurologischen Rehabilitationsklinik in Bad Berleburg inne.
Von 1997 bis 2012 war sie an Aufbau und Leitung der Eltern-Säuglings-Beratungsstelle bzw. des Familienzentrums an der Fachhochschule Potsdam beteiligt, ab 2003 an Aufbau und Leitung der Eltern-Säugling-Kleinkind-Psychotherapie-Weiterbildung. Von 2005 initiierte sie den Studiengang „Bildung und Erziehung in der Kindheit“ und leitete ihn bis 2009. Ein weiterer von ihr begründeter und geleiteter Studiengang ist der erziehungswissenschaftliche Master-Studiengang Psychosoziale Intervention an der International Psychoanalytic University Berlin.
Im Jahr 2020 setzte sich Ludwig-Körner unter dem Titel Psychoanalytikerin als Beruf mit Veränderungen im Geschlechterverhältnis der eigenen Berufsgruppe auseinander. Sie recherchierte das Verhältnis von Männern zu Frauen in verschiedenen Fachgesellschaften. Im Jahr 1950 seien demnach in der Deutschen Gesellschaft für Psychoanalyse, Psychotherapie, Psychosomatik und Tiefenpsychologie (DGPT) 63 % Männer und 37 % Frauen organisiert gewesen, im Jahr 2018 dagegen 40 % Männer und 60 % Frauen. Diese „Schieflage“ werde zunehmen, so Ludwig-Körner. Unter den Ausbildungskandidaten der Deutschen Psychoanalytischen Gesellschaft (DPG) befänden sich rund 69 % Frauen und 31 % Männer. Überdies würde „die psychoanalytische Profession der Zukunft“ nicht nur „immer ‚weiblicher‘“, sondern im Nachgang zur „Novelle des Psychotherapeutengesetzes“ auch immer jünger.

## Schriften
Monographien
- Eltern-Säuglings-Kleinkind-Psychotherapie. Vandenhoeck & Ruprecht, Göttingen 2016.
- Frühe Hilfen, Frühförderung aus psychoanalytischer Sicht. Kohlhammer, Stuttgart 2014.
- Wiederentdeckte Psychoanalytikerinnen im Berliner Raum. Auf den Spuren vergessener Generationen. Psychosozial, Gießen 1998. (Neuauflage. 2014)
- Edit Gyömröi: Gegen den Strom. Selbstverlag, Berlin 2014.
- Der Selbstbegriff in Psychologie und Psychotherapie. Wiesbaden 1992. (Neuauflage. Springer, Deutscher Universitätsverlag 2014)
- mit K. Krauskopf und U. Stegemann (Hrsg.): Frühe Hilfen – Frühförderung – Inklusion. Psychosozial, Gießen 2016.

Fachartikel
- Psychoanalytikerin als Beruf – eine wechselvolle Geschichte. In: Forum Psychoanalyse. Springer Medizin Verlag, 37/2021, S. 165–181. (link.springer.com)